# Daniel Pichot
Pour les articles homonymes, voir Pichot.
Daniel Pichot est un historien médiéviste français.
Spécialiste de la société médiévale entre le XIe et le XVe siècle, il a réalisé sa thèse à l'Université Paris I sous la direction de Robert Fossier, sur le Bas-Maine (thèse soutenue en 1992).
Il est aujourd'hui professeur émérite d'histoire médiévale à l'Université de Rennes 2.

## Publications

### Ouvrages
- Daniel Pichot, Le Bas-Maine du Xe au XIIIe siècle: étude d'une société, Société d'archéologie et d'histoire de la Mayenne, 1995 (ISBN 2950470408)

- Daniel Pichot, Le village éclaté, Presses universitaires de Rennes, 2001 (lire en ligne)

- Daniel Pichot, Les pouvoirs locaux dans la France du centre et de l’ouest (VIIIe-XIe siècles), Presses universitaires de Rennes, 2005 (lire en ligne), « Villa, village, paroisse et seigneurie sur les confins du Maine et de la Bretagne (VIIIe-XIIe siècles) »

### Direction d'ouvrages
- Prieurés et société au Moyen Âge, Presses universitaires de Rennes, 2006 ;
- Histoire de Redon de l'abbaye à la ville, direction avec Georges Provost, Presses universitaires de Rennes et Société archéologique et historique d'Ille-et-Vilaine, Rennes, novembre 2015  (ISBN 978-2-7535-3507-7) 431 p.